# 宝みつ子
宝 みつ子（たから みつこ、1935年5月10日 - 2020年11月11日）は、 日本の女優。1950年代後期から1970年代前期まで女優、グラビアモデル、歌手として活動。漫画家の小島功が描く仙人部落のイメージキャラクター的存在としても知られる。奈良県吉野郡十津川村出身。本名、玉置スガ子。
1990年代には「嵯峨野れい」名義で歌手として再活動し、中村八大・星野哲郎・岡千秋等が作詞・作曲した曲を歌った。
1991年にNHKで制作された長編ドラマ「新十津川物語」（出演：斉藤由貴、江口洋介、他）では方言指導を務めた。

## 主な出演作

### 映画
- ソドムとゴモラ（1962年、米・伊）
- 求人旅行（1962年、松竹）
- 裸体（1962年、松竹）
- おったまげ人魚姫（1962年、松竹）
- 丹下左膳 (1963年、松竹京都)
- コレラの城（1964年、松竹）
- モンローのような女（1964年、松竹）
- 網走番外地 北海篇（1965年、東映）
- 黒蜥蜴（1968年、松竹）
- 金瓶梅（1968年、松竹）
- 青春の海（1974年、東宝）

### テレビドラマ
- 三匹の侍（1964年、フジテレビ）
- 特別機動捜査隊（1965年 、NET）
- 37階の男（1968年7月-12月、日本テレビ）

## 歌手活動

### EP
- 恋の火の鳥/真夜中のボレロ（1962年、ビクター）
- 仙人部落の女/仙女の夜（1970年、ポリドール）
  - 共に作詞:藤本義一、作曲:宮川泰、編曲:高見弘
- 仙女かぞえ歌/あなたのギター（1970年、ポリドール）

### その他
- ベッドでタバコをすわないで
  - 沢たまきの歌をカバー。2003年発売のオムニバスCD「魅惑の秘宝館」収録。

## 歌手活動（嵯峨野れい名義）

### EP
- しゃれた気分/東京-パリ（1989年、キングレコード）

### CDアルバム
- ニュー・アルバム（1992年、キングレコード）
  1. 東京-パリ
    - 作詞:志賀大介、作曲:中村八大、編曲:中村八大

  2. あなたによろしく
    - 作詞:星野哲郎、作曲:有近真澄、編曲:小杉仁三

  3. 慕情のグラス
    - 作詞:野本高平、作曲:沢しげと、編曲:南郷達也

  4. しゃれた気分
    - 作詞:志賀大介、作曲:中村八大、編曲:中村八大

  5. 大和路の女（デュエット:玉置二郎）
    - 作詞:まつきたけし、作曲:岡千秋、編曲:前田俊明

  6. 九月の雨
    - 作詞:たきのえいじ、作曲:玉置伸吾、編曲:神保雅彰

  7. 旅路
    - 作詞:松井由利夫、作曲:増田幸造、編曲:坂下滉

  8. 化石の鳩
    - 作詞:吉岡治、作曲:四方章人、編曲:南郷達也

  9. 愛は風車
    - 作詞:たきのえいじ、作曲:八木架寿人、編曲:神保雅彰

  10. ルイサが知りたきゃ蛇にきけ
    - 作詞:星野哲郎、作曲:中村八大、編曲:神保雅彰

### CDシングル
- しゃれた気分（1993年、キングレコード）
  1. しゃれた気分
  2. 慕情のグラス
  3. 大和路の女
  4. ルイサが知りたきゃ蛇にきけ